# Добрый, Карел
Карел Добрый (чеш. Karel Dobrý; 2 мая 1969, Карловы Вары) — чешский актёр театра, кино и телевидения.

## Биография
Его родители развелись, когда ему было шесть месяцев и не принимали никакого участия в его воспитании. Рос в семье бабушки и дедушки по матери. В 8-летнем возрасте вместе с дедом, строителем по профессии, поехал в Сирию, где тот строил шинный завод, оставался с ним до двенадцати лет, учился там в русской школе, где, помимо русского, как основного языка обучения, также выучил английский и основы арабского языка.
Вернувшись в Прагу, увлёкся театром. Получил высшее образование. Окончил Театральный факультет Академии музыкальных искусств в Праге. Выступал на сцене Кашпарского театрального общества (1991—1993), затем десять лет проработал в Театре «На перилах» (1993—2002). В 2014 году актёр Пражского национального театра. Закончил работу в Пражском национальном театре в августе 2017 года.
В 2013 году получил театральную премию Альфреда Радока за лучшую мужскую роль. Номинировался на Премию Thalia Award. В 2018 году награждён премией Чешской академии кино и телевидения «Чешский лев».
Активно снимается в кино и на телевидении. Благодаря знанию нескольких языков, в том числе, русского, немецкого и английского, снялся во многих зарубежных фильмах. Всего снялся в более 100 кино-, телефильмах и сериалах.
Долгое время лечился от алкогольной зависимости и повышенной агрессии. По его собственным словам, полностью излечился от зависимости.

## Избранная фильмография
- 2019 — Стеклянная комната — Ланик
- 2017 — Шпионская игра
- 2017 — Гений — Михаил Иванушкин
- 2017 — Авантюристы — Елик
- 2016 — Лида Баарова — Герхард Лампрехт
- 2014 — Перевозчик: Наследие — Джетмир
- 2014 — 1864 — Август Карл фон Гёбен
- 2012 — Пропавший — бариста
- 2012 — Снежная королева (3-я серия)
- 2012 — A Busy Solitude (6-я серия)
- 2012 — В тени
- 2011 — Борджиа (телесериал)
- 2011 — Тинейджеры (сериал) — Ладислав Коцман, полицейский, отец Петра
- 2010 — Утомлённые солнцем 2: Предстояние — немецкий летчик
- 2010 — Поединки — Кальтенбруннер
- 2010 — Правдивая история. Тегеран-43 (Фильм 4)
- 2009 — Яношик. Правдивая история — Плавчик
- 2008 — Пламя и Цитрон
- 2008 — Кровавая графиня — Батори — командир гвардии
- 2007 — Скелетоны (короткометражный)
- 2004 — Девятый день
- 2004 — Академия смерти — врач
- 2003 — Крысолов
- 2003 — Дети Дюны (мини-сериал) — Корба
- 2002 — Доктор Живаго — Маяковский
- 2001 — Туманы Авалона
- 2001 — Крысы
- 2001 — История рыцаря — эпизод
- 2000 — Дюна (мини-сериал) — планетарный эколог доктор Пардот Кайнс
- 2000 — Весна жизни
- 2000 — Букет — Кинг
- 1999 — Планкетт и Маклейн
- 1998 — Девушка твоей мечты — Лео
- 1996 — Миссия невыполнима — Матиас
- 1995 — Священный груз — Баришвили
- 1995 — Приключения молодого Индианы Джонса: Атака ястреба
- 1995 — Как завоевать принцессу
- 1994 — Мегрэ (телесериал)
  - 1994 — Терпение Мегрэ (11-я серия)